# Puente de Forth
El puente de Forth (del inglés: Forth Bridge) es un puente ferroviario  en ménsula de varias arcadas que atraviesa el fiordo de Forth, en el este de Escocia (Reino Unido), a 14 km del centro de Edimburgo. En los últimos años se denomina frecuentemente Forth Rail Bridge ('puente de tren de Forth') para distinguirlo del Forth Road Bridge ('puente de carretera de Forth'). El Forth Bridge, inaugurado en 1890, conecta Edimburgo con Fife y sirve como arteria de comunicación entre el noreste y el sureste del país. El puente y su infraestructura asociada es propiedad de Network Rail. Ha sido descrito como uno de los monumentos más reconocibles de Escocia. El 5 de julio de 2015 fue declarado  Patrimonio de la Humanidad de la Unesco:

Tendido en Escocia sobre el estuario del río Forth, este puente en ménsula de arcadas múltiples es el más largo del mundo en su género. Se abrió al tráfico ferroviario en 1890 y todavía se sigue utilizando actualmente para el transporte de pasajeros y mercancías por tren. Su estética industrial característica es el resultado de la sencillez y pureza de sus componentes estructurales. El diseño y la construcción de este puente, innovador por sus materiales, su estilo y su envergadura, marcaron un hito importante en la época en el que el ferrocarril se impuso como medio de transporte terrestre de viajeros y mercancías a largas distancias.
Descripción en el sitio oficial de la Unesco

## Construcción y características

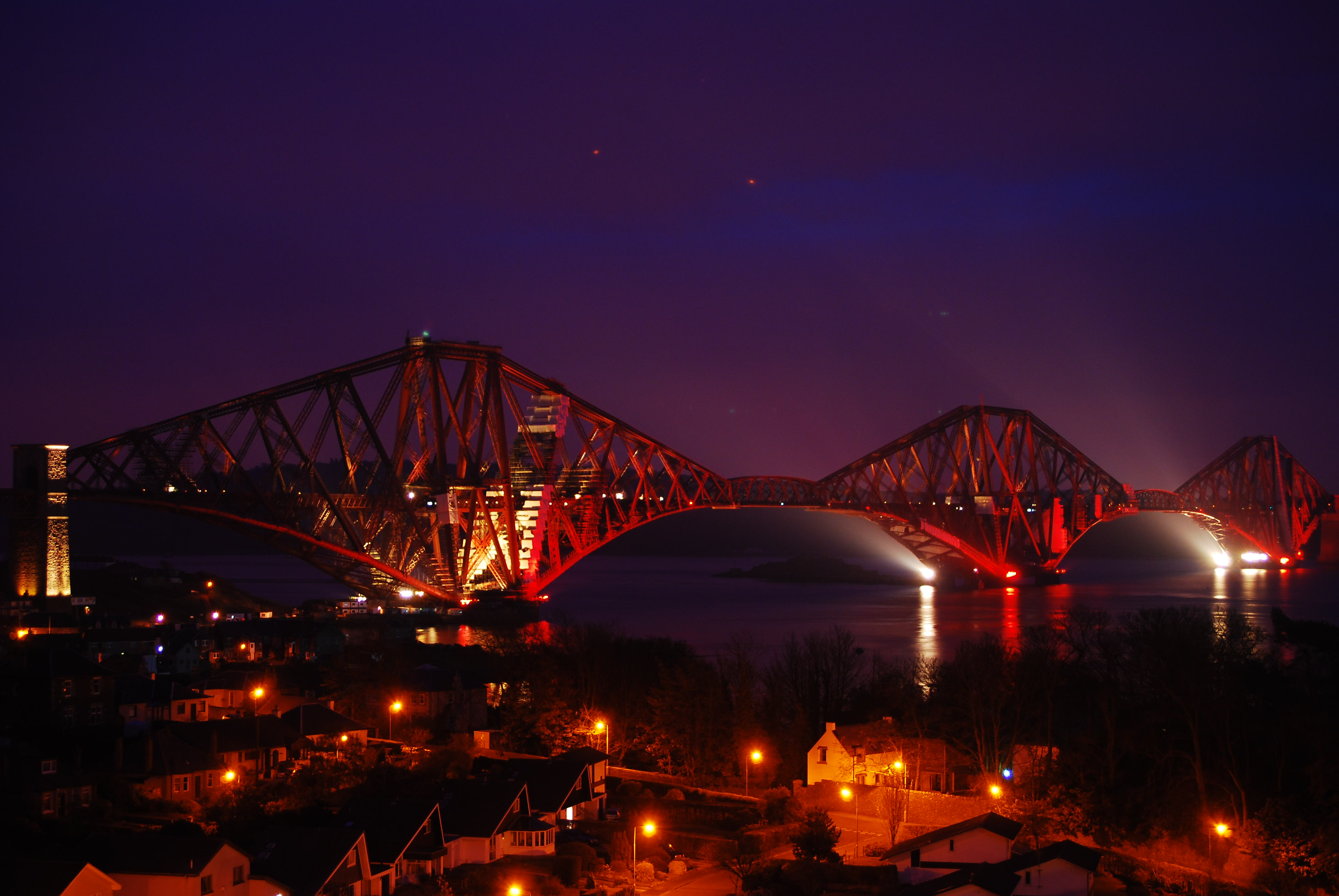
Forth Bridge de noche.

El fiordo de Forth ocupa un lugar estratégico como conexión entre el noreste y el sureste de Escocia. Cruzarlo, sin embargo, era peligroso: las tormentas eran frecuentes, los transbordadores poco fiables e incluso hasta el siglo XVIII existía la posibilidad de encontrarse con piratas. Por ello, el Parlamento decidió construir un puente de ferrocarril que cruzara la bahía. El primer proyecto para el puente de Forth fue adjudicado a sir Thomas Bouch en 1873, pero el desplome en 1879 de una de sus obras anteriores, el Tay Bridge, provocó que las obras se detuvieran cuando solo se habían comenzado a poner los cimientos. A la muerte de Bouch, el proyecto se transfirió a sir John Fowler y a sir Benjamin Baker, quienes diseñaron una estructura que fue construida por la compañía de sir William Arrol entre 1883 y 1890. A Baker se le consideraba "uno de los ingenieros más destacados del Reino Unido", y junto con su colega Allan Stewart recibió la mayor parte del crédito por diseñar y supervisar las obras de construcción.
El puente se considera, incluso hoy, como una obra maestra de la ingeniería. Tiene 2,5 km de longitud, y su doble vía de ferrocarril se eleva a 46 m sobre el nivel máximo del agua. Consta de dos tramos principales de 520 m, dos tramos laterales de 200 m, 15 tramos de aproximación de 51 m y cinco de 7,6 m. Cada tramo principal contiene dos ménsulas centrales de 104 m de altura, que descansan sobre pilares de 21 m de diámetro. Los cimientos del extremo sur del puente fueron construidos mediante caissons bajo aire comprimido, a una profundidad de 27 m. 
En el momento de mayor actividad, aproximadamente 4.600 personas trabajaban en la construcción del puente. Inicialmente se reconocieron 57 muertes durante las obras, pero las investigaciones históricas recientes elevan este número a 98. Otros ocho hombres tuvieron que ser rescatados por botes salvavidas situados a tal efecto bajo el puente durante la construcción, y cientos de trabajadores quedaron inválidos o mutilados después de graves accidentes, en un largo historial de más de 26 000 percances. En 2005, el Grupo de Historia de Queensferry inició un proyecto para instaurar un memorial dedicado a los fallecidos durante la construcción del puente. En North Queensferry, igualmente, se decidió instalar bancos en recuerdo a los fallecidos.

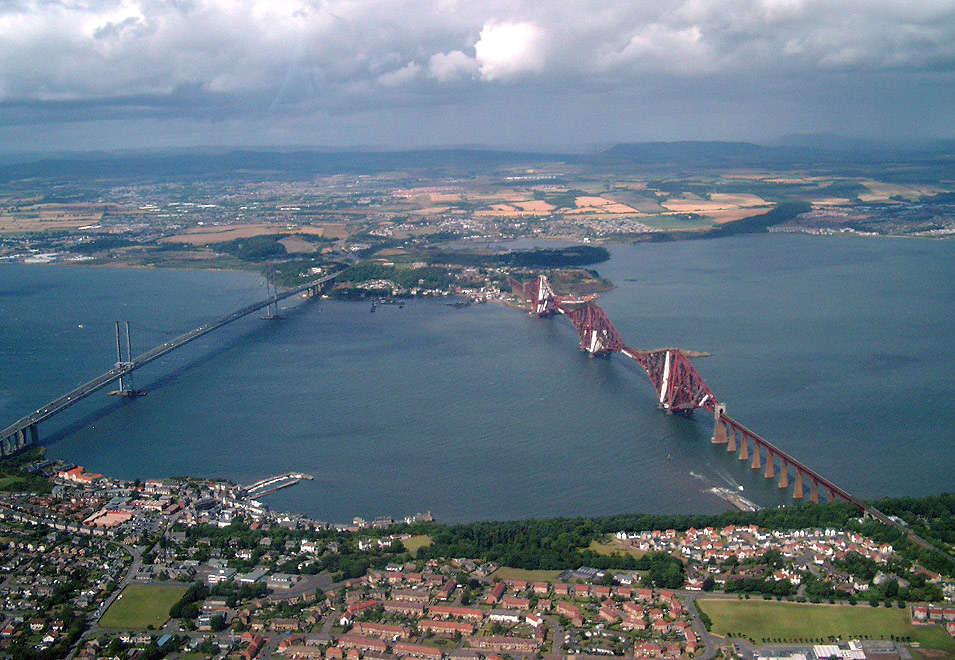
Los dos puentes sobre el Fiordo de Forth; el puente del ferrocarril es el de la derecha.

En la construcción del puente se emplearon más de 55.000 toneladas de acero, así como 18.122 m³ de granito y más de ocho millones de remaches. El puente fue inaugurado el 4 de marzo de 1890 por el Príncipe de Gales, el que luego sería el rey Eduardo VII del Reino Unido, quien insertó el último remache, especialmente diseñado en oro y con una inscripción conmemorativa. Un análisis contemporáneo de los materiales del puente (hacia el año 2002) descubrió que el acero empleado era de buena calidad, sin apenas variaciones.
La utilización de ménsulas en el diseño de un puente no era una idea totalmente novedosa, pero el ingeniero Benjamin Baker fue pionero en elevar esta idea a una escala superior, en una línea que después sería ampliamente imitada en diversas partes del mundo. Gran parte del trabajo realizado no tenía precedentes en aquel momento, incluidos los cálculos de tensiones durante su erección, las previsiones hechas para reducir gastos de mantenimiento, los cálculos de resistencia al viento exigidos tras el desastre del Puente de Tay, los cambios de temperatura de la estructura, etc. En la medida de lo posible, el puente se aprovechó además de los elementos naturales del Fiordo de Forth, como la isla de Inchgarvie, o los promontorios a ambos lados de la bahía.
El puente tiene una velocidad máxima de 75 km/h para los trenes de pasajeros y 30 km/h para los de mercancías. El peso máximo para cualquier tren que cruza el puente es de 1.422 toneladas, aunque esta limitación se obvia para los frecuentes trenes de transporte de carbón, siempre y cuando no coincidan dos de tales trenes al mismo tiempo sobre el puente. El código de disponibilidad de la vía es RA8, lo que significa que cualquier tren actual del Reino Unido puede cruzarlo, ya que fue diseñado para soportar las locomotoras de vapor más pesadas. En la actualidad cruzan el puente unos 190-200 trenes al día.

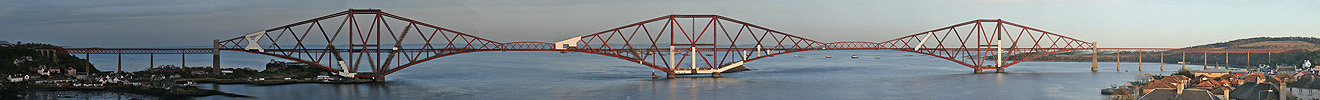
Panorama del Puente ferroviario de Forth.

## Mantenimiento
Una estructura como el Forth Bridge precisa mantenimiento constante, por lo que desde su creación existió un taller de mantenimiento, además de una "colonia" ferroviaria con unas cincuenta casas en Dalmeny Station. La vía del puente está formada por vigas de madera de 6 metros de longitud atornilladas a la superficie de acero del puente, y las vías a su vez se sujetan a estas traviesas. En 1992 se sustituyeron las vías para acomodarse al tipo de vía estándar BS113A. Antes, eran de un tipo especial, único para el Forth Bridge.
Aunque los trenes modernos provocan menos tensiones sobre el puente que los antiguos trenes de vapor, el puente sigue necesitando mantenimiento, que en la actualidad lleva a cabo la empresa Balfour Beatty, subcontratada por Network Rail.
Debido a su gran tamaño, "pintar el Puente de Forth" se ha convertido en una expresión coloquial para indicar una tarea interminable, algo así como una versión moderna del mito de Sísifo. De hecho, se creía que, en algún momento de la historia del puente, pintarlo llevaba tanto tiempo que, cuando se terminaba con un lado, había que volver a comenzar a repintarlo por el opuesto. De acuerdo con un informe de la revista New Civil Engineer de 2004, esta práctica nunca fue real, aunque sí es verdad que bajo la dirección de British Rail, e incluso antes, existía una plantilla permanente de mantenimiento. 
La última vez que el puente se empezó a repintar fue en 2002, cuando se adjudicó un contrato de pintura que se espera que dure hasta el 2009, con la aplicación de más de 20.000 m² de pintura y un coste aproximado de 10 millones de libras al año. Se espera que esta nueva capa de pintura tenga una vida de 20 años.

Los dos puentes sobre el Fiordo de Forth: el de ferrocarril (a la derecha) y el de carretera (a la izquierda).

## Cultura popular

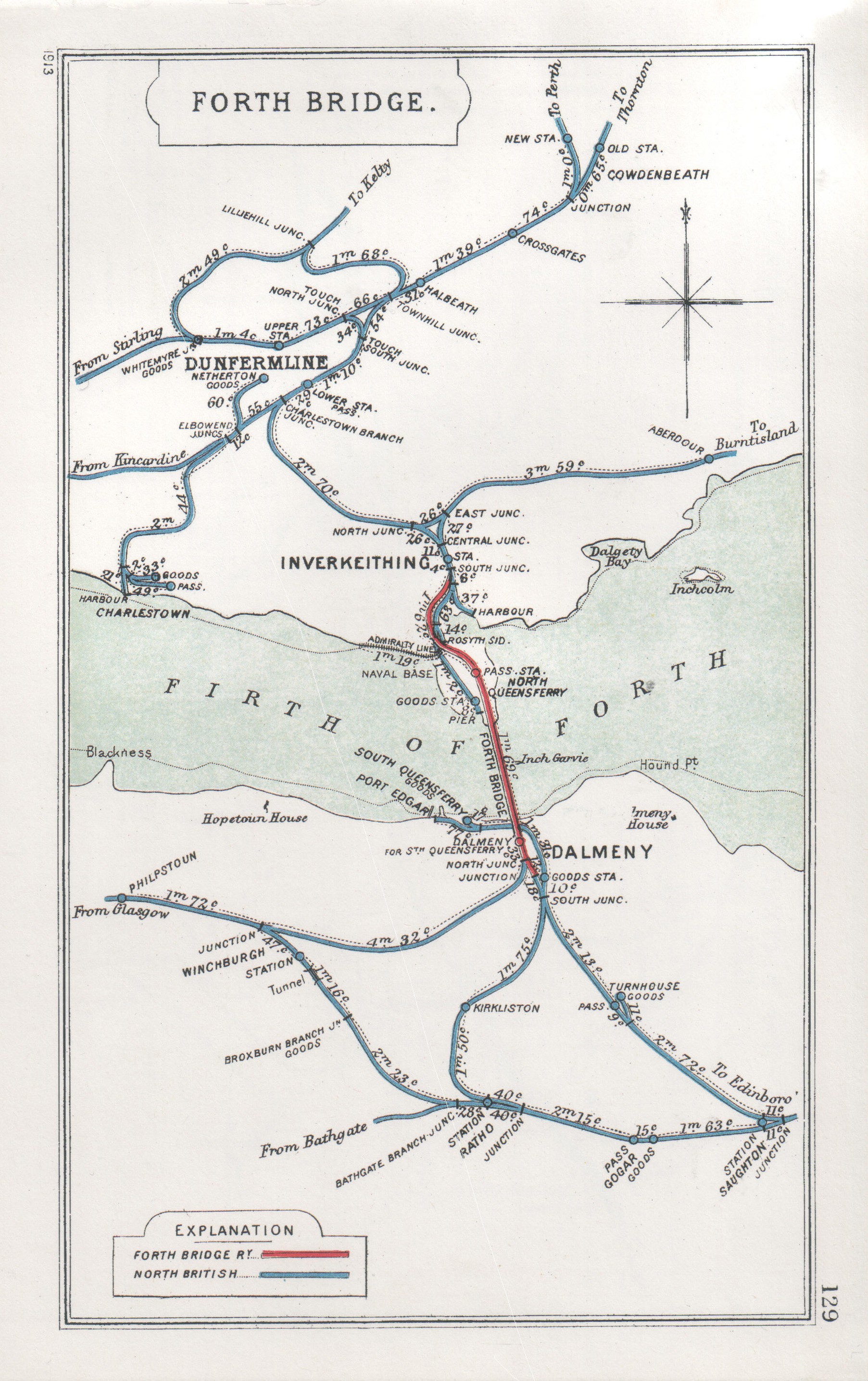
Mapa histórico de los ferrocarriles escoceses alrededor del puente.

- El Forth Bridge aparece de forma significativa en una escena de la película Los 39 escalones, dirigida por Alfred Hitchcock en 1935, y más aún en el remake de 1959.
- El puente aparecía en los pósteres publicitarios del refresco Irn Bru, junto con el eslogan: "Hecho en Escocia, con vigas de metal".
- El puente se iluminó con luces rojas para un evento de la ONG Comic Relief y la BBC en 2005.
- En 1998 se instaló en el puente un reloj con una cuenta atrás hasta el final del milenio.
- La novela de Iain Banks The Bridge ('El puente') se sitúa principalmente en una versión ficcionalizada del Forth Bridge.
- En uno de los artículos más famosos de Alan Turing sobre inteligencia artificial, uno de los retos propuestos al sujeto de un supuesto test de Turing era: "Escriba un soneto sobre el Puente de Forth". El sujeto en el artículo de Turing contesta: "No cuentes conmigo para esto: nunca he podido escribir poemas".[10]
- El Kincaid Rail Bridge que aparece en el videojuego Grand Theft Auto: San Andreas se basa en el Forth Bridge. Su diseñador, Rockstar North, reside en Edimburgo.
- Sebastien Foucan, un freerunner francés (similar al parkour) trepó a lo alto de uno de los puntos más altos del puente, sin arnés, para el documental Jump Britain del canal Channel 4.
- Linus señala al puente desde su avión en la película de los Peanuts de 1980 Bon Voyage, Charlie Brown (And Don't Come Back!!) mientras se acercan a Heathrow Airport. En realidad el Forth Bridge está 506 kilómetros al norte de Heathrow, pero en cambio es generalmente visible durante el acercamiento al Aeropuerto de Edimburgo.
- Robin Laing, cantante de folk escocés, grabó una canción sobre la estructura del puente y sobre Ben Baker titulada "The Forth Bridge".

| Predecesor: Puente colgante de Clifton (Avon (Bristol)) | Puente con el vano más largo del Reino Unido 1890-1964 | Sucesor: Puente Forth Road (Firth of Forth) |